# سیارک ۲۷۱۵
سیارک ۲۷۱۵ (به انگلیسی: 2715 Mielikki، نامگذاری:1938US) دو هزار و هفتصد و پانزدهمین سیارک کشف شده‌است که در ۲۲ اکتبر ۱۹۳۸ کشف شد.
قدر مطلق سیارک برابر ۱۱٫۹۰ است.